# 308
308 (CCCVIII na numeração romana) foi um ano bissexto do século V do Calendário Juliano, da Era de Cristo, teve início a uma quinta-feira e terminou a uma sexta-feira, as suas letras dominicais foram D e C (52 semanas)
| Ano completo                           |
| -------------------------------------- |
| Ano bissexto com início à quinta-feira |

## Acontecimentos
- 27 de Maio - É eleito o Papa Marcelo I, o 30º papa, que sucedeu ao Papa Marcelino
- 11 de Novembro - O Congresso de Carnunto: com o intuito de pacificar o Império Romano, os líderes da tetrarquia declaram Magêncio como Augusto e, Constantino I, seu rival, como César (imperador menor da Bretanha e da Gália).